# ファーン郡
座標: 北緯19度55分8秒 東経99度12分49秒 / 北緯19.91889度 東経99.21361度
ファーン郡（ファーンぐん）は、タイ北部チエンマイ県にある郡（アムプー）である。

## 名称
ファーンとは「スオウ」と言う意味である。

## 歴史
『ヨーノック年代記』によればムアンファーンは641年、ラワチャンカラート王によって建設された。その後、『チエンマイ年代記』によれば、マンラーイ王の治世に、マンラーイ王が1268年ごろムアンファーンに1年間程度、居住したとある。ムアンファーンはその後、マンラーイがハリプンチャイを攻略するにあたり重要な地点となったと考えられる。
1910年ムアンファーンがチエンラーイ県の郡（アムプー）となった。その後、チエンマイ県に移譲された。1938年、郡名のムアンがチェンマイ県の県庁所在地を想像させることから、郡名からムアンが取り除かれ、ファーン郡と改称した。

## 地勢
市街地はファーン川が形成した盆地に広がり、郡の北部・西部・東南部を山岳地帯がしめる。郡内にはメー・ドーイパーホムポック国立公園、メー・プ国立公園、メー・ファーン国立公園が
位置する。タムボン・ポーンナムローンにはファーン温泉がある。
また、郡内には油田があるが産出量は少ない。
交通は国道、国道1089号線が北に、107号線が南に、109号線が東南に延びており、それぞれメーチャン方面、チエンマイ、メースワイ方面に延びている。

## 経済
郡内の主な産業は農業である。主な生産品は、ソムサーイナムプン（柑橘類の一種）、レイシ、タマネギ、コメ、ウメ、モモ、コムギ、ブドウ、プッサー・ノムソットなどである。

## 行政区分
郡は8のタムボンに分かれ、さらにその下位に128の村（ムーバーン）がある。自治体（テーサバーン）があり以下のようになっている。
- テーサバーンタムボン・ウィエンプラーオ・・・タムボン・ウィエンの一部
- テーサバーンタムボン・バーンメーカー・・・タムボン・メーカーの一部

また郡内には8のタムボン行政体（オンカーンボーリハーンスワンタムボン）がある。以下のタムボンで欠番のタムボンは分離して現在、チャイプラーカーン郡となっているタムボンである。
1. タムボン・ウィエン・・・ตำบลเวียง

1. タムボン・モンピン・・・ตำบลม่อนปิ่น
2. タムボン・メーゴーン・・・ตำบลแม่งอน
3. タムボン・メースーン・・・ตำบลแม่สูน
4. タムボン・サンサーイ・・・ตำบลสันทราย

1. タムボン・メーカ・・・ตำบลแม่คะ
2. タムボン・メーカー・・・ตำบลแม่ข่า
3. タムボン・ポーンナムローン・・・ตำบลโป่งน้ำร้อน